# Daniel Siebert
Daniel Siebert (* 4. května 1984, Západní Berlín, Západní Německo) je německý fotbalový rozhodčí, který působí v Berlíně. Je rozhodčím FIFA a je zařazen do elitní kategorie rozhodčích UEFA.

## Kariéra
Sieber začal pískat už jako čtrnáctiletý (roku 1998). V roce 2007 byl přijat do svazu rozhodčích DFB. Svou premiéru ve 2. Bundeslize si Siebert odbyl v roce 2009. Pro sezónu 2012/13 byl jmenován bundesligovým rozhodčím a poprvé se v nejvyšší soutěži představil 1. září 2012 v zápase mezi Schalke 04 a Augsburg, v němž udělil tři žluté karty.
Dne 24. října 2014 bylo oznámeno, že Siebert příští rok nahradí Wolfganga Starka na pozici rozhodčího FIFA, čímž se stal nejmladším z deseti německých rozhodčích na seznamu FIFA.
Na mezinárodní scéně debutoval 29. května 2015, kdy řídil kvalifikační zápas na Mistrovství Evropy hráčů do 19 let 2015 mezi Portugalskem a Tureckem. Prvním seniorským mezinárodním zápasem, který Siebert řídil, bylo přátelské utkání mezi Lucemburskem a Moldavskem 9. června 2015.
Během Mistrovství Evropy 2020 řídil Siebert 3 zápasy. Dohlížel na utkání skupiny D Skotsko – Česká republika (0:2), na utkání skupiny E Švédsko – Slovensko (1:0), a na osmifinálové utkání mezi Walesem a Dánskem (0:4).
Zúčastnil se také Arabského poháru FIFA v roce 2021, během kterého pískal 4 zápasy, včetně finálového utkání mezi Tuniskem a Alžírskem.
V dubnu 2024 byl vybrán jako rozhodčí na UEFA Euro 2024.

## Soudcovaná utkaní na MS 2022
| Fáze               | Datum              | Tým 1   | Skóre | Tým 2     |         |   |
| ------------------ | ------------------ | ------- | ----- | --------- | ------- | - |
| Základní skupina D | 26. listopadu 2022 | Tunisko | 0 : 1 | Austrálie | 3 (3+0) | 0 |